# Albert Thielens
Albert Thielens is een personage uit de VTM-televisieserie Familie. Het personage wordt gespeeld door Ray Verhaeghe.
Albert was jarenlang getrouwd met een onbekende vrouw die reeds overleden is. Samen hebben ze 2 dochters: Liesbeth en Ina, die in de beginjaren vluchtig in beeld kwamen rond het huwelijk van Albert en Anna. Het contact tussen Albert en zijn dochters is dan ook zeer slecht. Albert leren we kennen als vriend van Anna Dierckx. Uiteindelijk trouwen ze. Hij heeft een tijdje in Benidorm gewoond samen met zijn vrouw Anna. Daarna woonden ze een tijdje aan zee. In seizoen 22 verhuizen Albert en Anna samen naar een rusthuis. Anno 2022 verblijven ze hier nog steeds samen. 